# Loi d'exception
 (décembre 2024).
Si vous disposez d'ouvrages ou d'articles de référence ou si vous connaissez des sites web de qualité traitant du thème abordé ici, merci de compléter l'article en donnant les références utiles à sa vérifiabilité et en les liant à la section « Notes et références ».

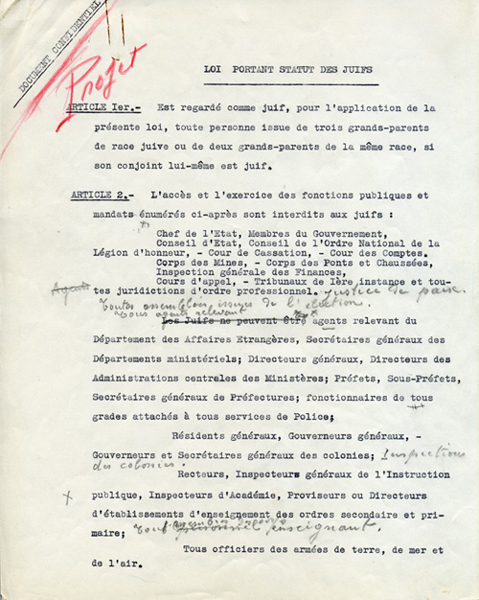
Texte de la Loi portant statut des juifs, annoté de la main de Pétain (page 1)

Une loi d’exception est une loi établie en dérogation du droit commun, que l'on doit à des circonstances exceptionnelles ou momentanées.

## En Allemagne
Les lois du troisième Reich telles que :
- la loi allemande des pleins pouvoirs de 1933 ;
- la loi allemande sur la réglementation de l'accès au barreau du 7 avril 1933 ;
- la loi allemande sur la restauration de la fonction publique du 7 avril 1933 ;
- la loi allemande sur la stérilisation forcée du 14 juillet 1933 ;
- la loi allemande sur le parti unique de 1933 ;
- les lois de Nuremberg de 1935 ;
- la loi allemande sur la jeunesse hitlérienne de 1936.

## En France
Sous le régime de Vichy, la loi du 3 octobre 1940 « portant statut des juifs » et sa modification du 2 juin 1941, celle du 4 octobre 1940 sur « les ressortissants étrangers de race juive » sont des exemples de lois d'exception. Ces actes exécutifs sont bien adoptés par le gouvernement collaborationniste de Vichy avec l'Allemagne nazie en totale dérogation du droit commun, qui continue de s'appliquer sous le régime de la France libre, et dans des circonstances exceptionnelles, ici le régime autoritaire de Vichy du maréchal Pétain.